# Elliott (Illinois)
Elliott es una villa ubicada en el condado de Ford en el estado estadounidense de Illinois. En el Censo de 2010 tenía una población de 295 habitantes y una densidad poblacional de 235,33 personas por km².

## Geografía
Elliott se encuentra ubicada en las coordenadas 40°27′59″N 88°16′36″O / 40.46639, -88.27667. Según la Oficina del Censo de los Estados Unidos, Elliott tiene una superficie total de 1.25 km², de la cual 1.25 km² corresponden a tierra firme y (0%) 0 km² es agua.

## Demografía
Según el censo de 2010, había 295 personas residiendo en Elliott. La densidad de población era de 235,33 hab./km². De los 295 habitantes, Elliott estaba compuesto por el 98.31% blancos, el 1.36% eran afroamericanos, el 0% eran amerindios, el 0% eran asiáticos, el 0% eran isleños del Pacífico, el 0% eran de otras razas y el 0.34% pertenecían a dos o más razas. Del total de la población el 0% eran hispanos o latinos de cualquier raza.